# Canal de Santa Barbara

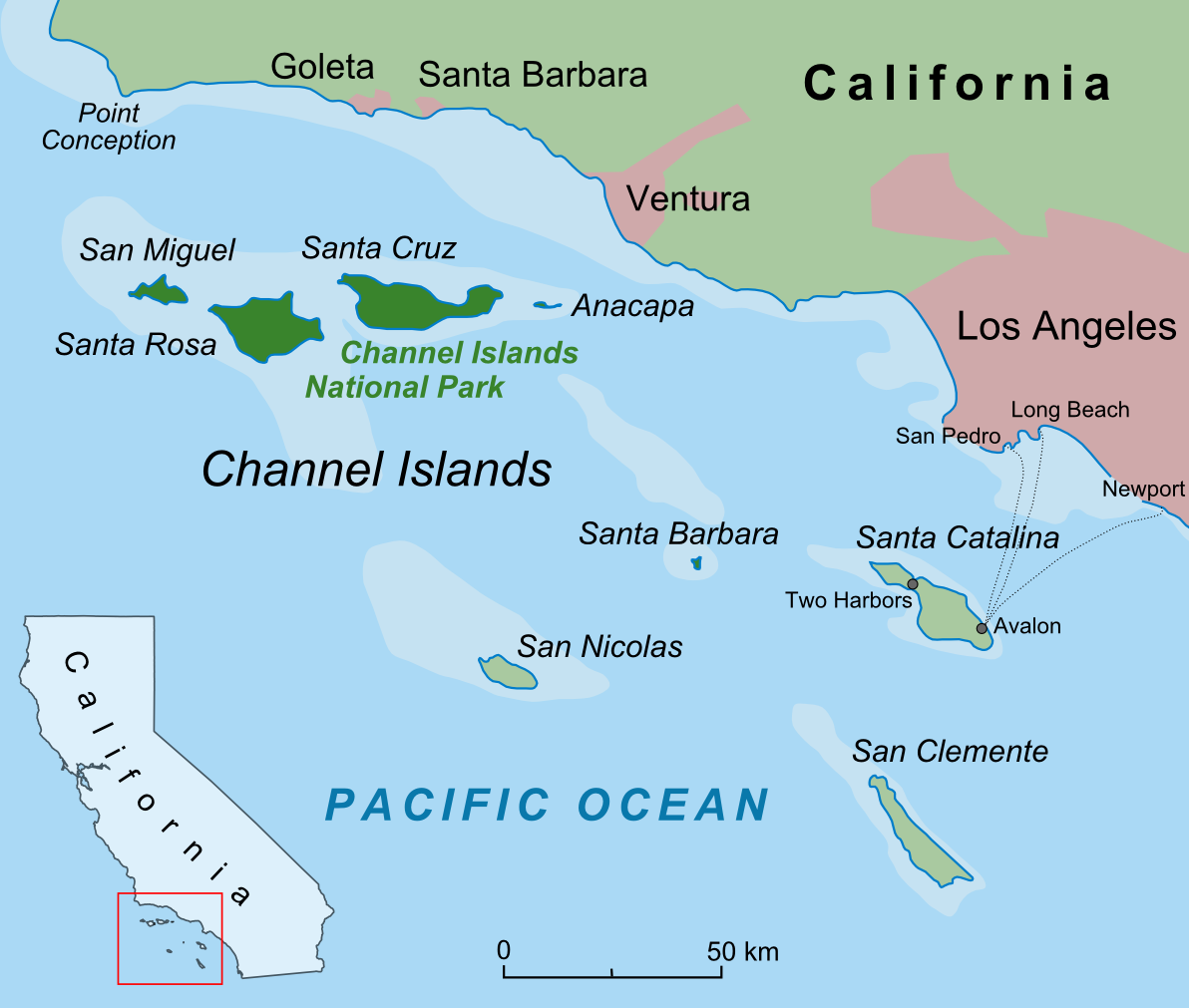
Zone des Channel Islands de Californie

Le canal de Santa Barbara (en anglais : Santa Barbara Channel) est le détroit situé dans l'océan Pacifique séparant les Channel Islands de Californie du reste de la Californie, aux États-Unis.
Il mesure 130 kilomètres de long sur un axe nord-sud pour 45 kilomètres de large, Île Anacapa étant la plus proche du continent à 30 kilomètres. Au cours de la dernière période glaciaire, les quatre îles les plus au nord autour de l'île Santa Rosae, ont été unis en une seule île qui n'était qu'à 8 km au large des côtes.
Cette zone est connue pour être un écosystème d'une grande richesse biologique.
Les îles sont visibles depuis le continent par temps clair. Des bateaux d’excursion traversent le chenal, emmenant les visiteurs observer les baleines et débarquer dans les îles. Dans la direction perpendiculaire (nord-sud), d'énormes cargos et pétroliers empruntent cette voie maritime importante pour atteindre les ports de Los Angeles et de Long Beach.
Le canal comprend de nombreux champs pétrolifères, dont certains ont des réserves importantes. En 1969, le champ Dos Cuadras a été le point d'origine d'un déversement majeur de pétrole provoqué par une poussée à haute pression à travers les failles et fissures autour d'une zone qui avait récemment été forée pour la première fois. L'indignation du public face aux dommages environnementaux massifs infligés par ce déversement, qui couvrait des centaines de kilomètres carrés du canal et avait encrassé les plages de Ventura à Goleta, a été un stimulant majeur pour l'écologie politique naissante. 
Point Arguello, un phare près de la ville de Lompoc, a été le site de la catastrophe de Honda Point en 1923, dans lequel sept destroyers se sont échoués, dans la plus grande perte en temps de paix des navires de l'US Navy.

## Source
- (en) Cet article est partiellement ou en totalité issu de l’article de Wikipédia en anglais intitulé « Santa Barbara Channel » (voir la liste des auteurs).